# Bățani
Bățani (en hongrois: Nagybacon) est une commune roumaine du județ de Covasna, dans le Pays sicule en Transylvanie. Elle est composée des cinq villages suivants :
- Aita Seacă (Szárazajta)
- Bățanii Mari, siège de la commune
- Bățanii Mici (Kisbacon)
- Herculian (Magyarhermány)
- Ozunca-Băi (Uzoncafürdő)

## Localisation
Bățani est situé au nord-ouest du județ de Covasna, à l'est de la Transylvanie, sur les rives de la Baraolt, à 39 km de Sfântu Gheorghe (Sepsiszentgyörgy) et à 9 km de Baraolt (Barót).

## Monuments et lieux touristiques
- Église réformée du village de Aita Seacă (construction 1790, 1804), monument historique
- Église catholique du village de Bățani Mari (construction XVIIe siècle), monument historique[2]
- Église réformée du village de Bățanii Mari (construction XVe siècle), monument historique
- Église réformée du village de Herculian (Magyarhermány) (construction XIVe et XVe siècles), monument historique
- Manoir Mari (maison où vécut l'écrivain Elek Benedek), construction 1906 du village de Bățanii Mici, monument historique
- Monts Baraolt
- Monts Harghita